# Zeitschrift für Anomalistik
Die Zeitschrift für Anomalistik ist eine Fachzeitschrift für Anomalistik und  Parawissenschaften. Sie wird von der Gesellschaft für Anomalistik e. V. herausgegeben und erscheint seit 2001. Es werden drei Hefte pro Jahr veröffentlicht. Ältere Ausgaben sind online kostenlos als Volltext verfügbar. Sie bietet einen wissenschaftlichen Rahmen für alternative und abweichende Theorien, setzt sich aber zugleich kritisch mit den Protagonisten im Bereich der Parawissenschaften auseinander.